# 卡西亞道

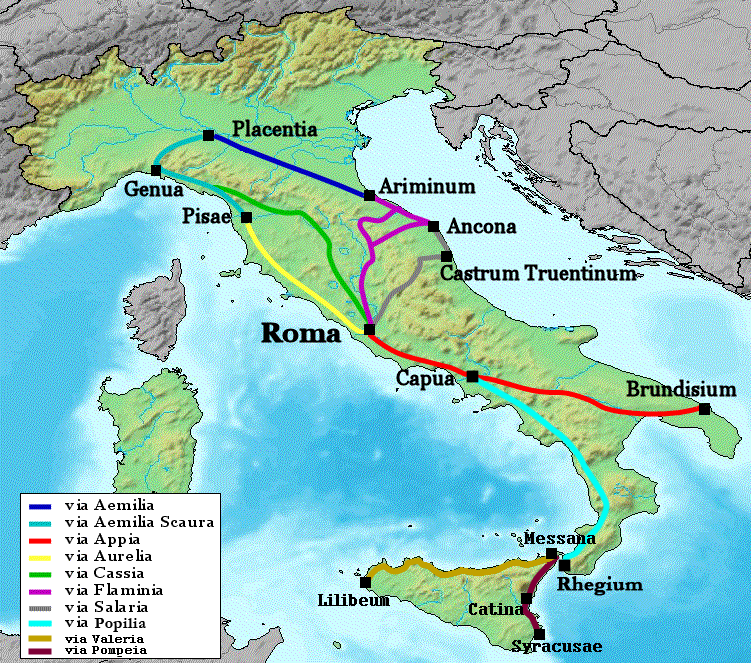
綠色路線是卡西亞道

卡西亞道（Via Cassia）是一條重要的羅馬道路。這條道路自羅馬出發，途徑伊特拉斯坎地區。卡西亞道的修建時期仍不得而知，但不早於西元前187年。卡西亞道的部分路段在1960年被用作奧運會公路自行車比賽的賽道。

## 外部連結
- 1960 Summer Olympics official report. （页面存档备份，存于） Volume 1. p. 84.
- 1960 Summer Olympics official report. （页面存档备份，存于） Volume 2. Part 2. p. 319.
- LacusCurtius - "Viae" (Smith's Dictionary of Greek and Roman Antiquities 1875)